# فرودگاه آبی داکتر لیک غربی
فرودگاه آبی داکتر لیک غربی (به انگلیسی: Doctor's Lake West Water Aerodrome) یک فرودگاه خصوصی است که یک باند فرود آب دارد. این فرودگاه در کشور کانادا قرار دارد و در ارتفاع ۳ متری از سطح دریا واقع شده‌است.